# Nothotsuga
Nothotsuga, monotipski rod drveća iz porodice Pinaceae. Jedina vrsta N. longibracteata, kineski je endem.
Naraste do 30 metara visine.

## Sinonimi
- Keteleeria longibracteata (W.C.Cheng) de Laub.
- Nothotsuga longibracteata subsp. fanjingshenensis Silba
- Tsuga longibracteata W.C.Cheng
- × Tsugoketeleeria longibracteata (W.C.Cheng) Van Campo & Gaussen